# 芦屋市民のうた
「芦屋市民のうた」（あしやしみんのうた）は、兵庫県芦屋市が1949年（昭和24年）に作成・発表した市民歌である。
作詞・本間一咲、補作・富田砕花、作曲・大澤壽人。表題は「芦屋市民の歌」と表記される場合もあるが、本項では市の公式サイトのページ名、SPレコードの盤面および『広報あしや』創刊号の記載に従い「うた」と平仮名で表記する。

## 解説
戦後間もない1948年（昭和23年）、芦屋市が「復興に向け市民を一丸にする歌」を趣旨として、市内在住の詩人でこの年に第1回兵庫県文化賞を受賞した富田砕花らを審査委員に迎え歌詞の一般公募を実施した。入選者は東京都の小学校教員で戦前から懸賞歌謡の第一人者として知られていた本間一咲で、市からの依頼により大澤壽人が作曲を行い、翌1949年（昭和24年）2月19日に芦屋仏教会館で発表音楽会が行われた。同年8月20日に発行された『広報あしや』創刊号の冒頭に歌詞が掲載されている。また、市民歌と併せて市民音頭「芦屋音頭」の歌詞も同時に募集され、それぞれの入選曲を吹き込んだSP盤が西宮市のタイヘイレコードにより製造された。
全3番の歌詞は市内を横断する国道2号線や芦屋浜の潮騒、作成当時の大阪湾で一般的な光景だった漁火の情景を取り上げたものであるが、1990年（平成2年）の市制50周年記念式典での斉唱を最後に市が主催する行事での演奏は行われていない。以降、市では制定の告示が無いことや歌詞で取り上げられている情景が現状と乖離しているなどの理由を挙げて本楽曲の市民歌としての地位を否定し、改めて告示を行う意思も無いとする見解を市議会の質疑で繰り返し表明していた。
本楽曲の旋律は2003年（平成15年）12月31日に著作権の保護期間を満了した。芦屋市に関連する楽曲としては他にフォークソンググループ・紙ふうせんの後藤悦治郎が1998年（平成10年）に市へ寄贈した市民愛唱歌「このまちが好き」があり、あしや市民活動センターで楽譜を配布している。
2013年（平成25年）9月29日、市内の「芦屋っ子コンサート実行委員会」が定例演奏会で「芦屋市民のうた」復活演奏を実施した。市の公式サイト上では、2023年（令和5年）11月20日より“本市が「復興に向け市民を一丸にする歌」を趣旨として制作した歌です”として、歌詞と楽譜の紹介欄が設けられている。市のサイトに掲載された楽譜は1991年（平成3年）に刊行された『市制施行50周年記念事業記録報告書』を出典とする単旋律のものだが、1950年（昭和25年）版と1953年（昭和28年）版の市勢要覧には伴奏を含めた楽譜が掲載されている。